# Kut (mitológia)
A kut egy szerencsét hozó szubsztancia a tengrizmusban, amit az Ég-isten, Tengri ad arra érdemesült embereknek. Az uralkodó kutja egész népének szerencséjére kihat. Ettől az uralkodó, a kagán égi szakralitást és felhatalmazást nyer, amit dinasztiája is örököl. A kuthoz materiális képzetek tapadnak, ha az uralkodó kutja elfogy, elkeskenyedik, akkor meghal.

## A kut szó jelentése a kirgizeknél
A kirgizeknél a kut az alábbiakat jelentette:
1. Egy kis darab sötétvörös zselészerű anyag, ami a sátor tetőnyílásán át hullik a tűzhelyre, és amelyiknek a megérintése szerencsét hoz.
2. Állatot vagy embert őrző talizmán. Hét dróttal felerősített, gyöngyházgombbal díszített zacskó vagy ólom, illetve ón emberalakocskák, amelyek kék vagy vörös ruhába vannak öltöztetve. Ezeket vízzel lemossák és a vízzel az állatot megszórják.
3. Eposzokban (különösen a szomszéd népeknél, pl. kalmüköknél) mindenféle bálványok.
4. Az életerő, a lélek.
5. Szerencse, boldogság.

## A szakrális uralkodó
Maszúdi leírja, hogy a kagán kutja elvesztésének a kazároknál különös jelentősége volt. A kazárok ekkor szakrális kettős királyság alatt éltek. A szakrális kagán melletti alárendelt társuralkodó, a kagán-bég végezte a tényleges kormányzást. Ha az országot balszerencse vagy háború érte, akkor Maszúdi szerint az emberek és a nemesek a társuralkodóhoz mentek, mondván, hogy a kagán nekik balszerencsét hoz, ölje meg őt, vagy adja ki nekik. A kagán-bég néha megölte a kagánt, máskor azonban megvédte őt, mondván semmiben sem bűnös.
A kut véges voltához és elfogytához kapcsolódott az módszer is, ahogy a szakrális uralkodó uralkodási idejét meghatározták. A 10. századi al-Isztahri és Ibn Haukal leírja a kazárokról, hogy az új kagánt selyemzsinórral fojtogatni kezdik, amíg lélegzetét nem veszti, s ekkor megkérdezik tőle, hány évig akar uralkodni. Ha ezen idő előtt nem hal meg, akkor megölik. Az Északi Csou-dinasztia évkönyvei hasonlót írnak a türkökről. Az új uralkodót egy nemezbe tekerik, kilencszer megforgatják, ezután nagy hajlongások közepette lóra ültetik és meglovagoltatják, majd selyemzsinórral úgy fojtogatják, hogy éppen csak életben marad. Ekkor gyorsan megkérdik, mennyi ideig akar kagán maradni, s ekkor ő – alig van magánál, az égben szárnyal – érthetetlen szavakat mormol. Ebből vonja le azután környezete a következtetést, hány évig fog uralkodni, s ha nem hal meg ezelőtt, akkor megölik. 750 körüli időkből származó ujgur feliratokból is találtak utalást hasonló szokásra.

## A kut magyar vonatkozásai
A régészeti leletek között sok tárgyat amulettként határoztak meg, amit a mongol burjátok kifejezésével, szakszóval ongonnak neveznek. Ezek a leletek a magyaroknál a tengrizmus jelenlétére utalnak.